# Пузево (Воронежская область)
Пузево — село в Бутурлиновском районе Воронежской области.
Административный центр Пузевского сельского поселения.

## География

### Улицы
| - ул. Белогорье, - ул. Воронцовский большак, - ул. Заречная, - ул. Клеповский большак, - ул. Ленина, - ул. Майоровка, - ул. Мичурина, - ул. Набережная, - ул. Новикова, | - ул. Первомайская, - ул. Пески, - ул. Подгора, - ул. Пролетарская, - ул. Садовая, - ул. Терновка, - ул. Чапаева, - ул. Чибисовка, - пер. Первомайский. - пер. Радужный (им. Харина) |

## Население
| 1859 | 1897  | 2010  |
| ---- | ----- | ----- |
| 1078 | ↗2927 | ↘1977 |

## История
Было основано приблизительно в 1755 году.
С 1720 года урочище возле села называли «Пуза» — здесь мастеровые обмазывали днища («пузо») кораблей.
Проект герба села Пузево: в серебряном поле зелёный дуб с золотыми желудями, стоящий в золотой лодке. Рисунок и неофициальное описание предоставлены проекту «Геральдикум» Ю. Калинкиным.
В селе родился и жил Герой Советского Союза Новиков Степан Егорович и Павел Севостьянов.